# Dendrocerus solarii
Dendrocerus solarii är en stekelart som först beskrevs av Jean-Jacques Kieffer 1907.  Dendrocerus solarii ingår i släktet Dendrocerus och familjen trefåresteklar. Inga underarter finns listade i Catalogue of Life.